# آنتونیو کارباخال
آنتونیو کارباخال (اسپانیایی: Antonio Carbajal‎؛ زادهٔ ۷ ژوئن ۱۹۲۹ - درگذشته ۹ مه ۲۰۲۳) بازیکن فوتبال اهل مکزیک بود که در باشگاه فوتبال کلوب لئون بازی می‌کرد و دروازه‌بان تیم ملی فوتبال مکزیک بود.
کارباخال با حضور در ۵ جام جهانی، همراه با لوتار ماتئوس از آلمان، جانلوئیجی بوفون از ایتالیا و رافائل مارکز از مکزیک رکورددار بیش‌ترین تعداد حضور در جام جهانی هستند.